# Élections fédérales australiennes de 1913
Les élections fédérales australiennes de 1913 ont eu lieu le 31 mai 1913, afin de renouveler les 75 sièges à la Chambre des représentants, et 18 des 36 sièges au Sénat. Le Parti travailliste en place, dirigé par le Premier Ministre Andrew Fisher, a été vaincu par le Parti libéral du Commonwealth, dirigé par Joseph Cook. 
Le nouveau gouvernement a une majorité d'un seul siège seulement, mais n'a pas la majorité des sièges au Sénat. Ce gouvernement ne durera que quinze mois, battu lors des élections de 1914.